# مسجد آسيم
مسجد آسيم هو مسجد بارز في قازان، تتارستان، روسيا يقع في الجزء الجنوبي من حي التتار القديم، وهي واحدة من حوالي عشرة مساجد تاريخية في المنطقة.

## تاريخ المسجد
تم بناء المسجد من قبل تاجر التتار الأثري، يدعى مرتضى شيمييف (Mortaza Äcimev) ومن هنا جاءت تسميه المسجد، بدأ البناء في عام 1887 واكتمل في عام 1890، يحتوي المسجد على مئذنة يبلغ ارتفاعها 51 متراً بالقرب من الباب، وقاعتان، من طابق واحد، تم تصميم داخل المسجد من التقاليد الشرقية في العصور الوسطى، في عام 1930 تم إغلاق المسجد من قبل السلطات، وفي عامي 1990-1992 خضع لإعادة إعمار كل من الجهات وداخل المسجد ايضاً، وفي عام 1992 تم إعادة أفتتاحه.